# Cerkiew św. Apostoła Jana Teologa w Białymstoku
Cerkiew pod wezwaniem św. Apostoła Jana Teologa – prawosławna cerkiew parafialna w Białymstoku. Należy do dekanatu Białystok diecezji białostocko-gdańskiej Polskiego Autokefalicznego Kościoła Prawosławnego. Świątynia tymczasowa.

## Położenie
Cerkiew znajduje się na osiedlu Bacieczki, przy ul. Hugo Kołłątaja.

## Historia
Świątynia, chociaż tymczasowa, ma długą historię. Początkowo budynek należał do nadleśnictwa Hajnówka. Ojciec Serafim Żeleźniakowicz, organizując parafię w Hajnówce, zaadaptował go na cerkiew św. Mikołaja. Przy niej wybudowano sobór Świętej Trójcy.
Po spaleniu się cerkwi w Czyżach, cerkiewkę z Hajnówki przewieziono do Czyż. Służyła tam jedenaście lat, do czasu zbudowania nowej świątyni.
Kolejnych jedenaście lat służyła wiernym na Nowym Mieście w Białymstoku, aż zbudowano cerkiew św. Jerzego. 
W Bacieczkach służy parafianom św. Jana Teologa – do czasu zbudowania zaprojektowanej cerkwi parafialnej.